# Mount Llano
Mount Llano är ett berg i Antarktis. Det ligger i Västantarktis. Nya Zeeland gör anspråk på området. Toppen på Mount Llano är 1 930 meter över havet, eller 299 meter över den omgivande terrängen. Bredden vid basen är 2,1 km.
Terrängen runt Mount Llano är kuperad åt nordost, men åt sydväst är den bergig. Trakten är obefolkad. Det finns inga samhällen i närheten.